# Thonnance-les-Moulins
Thonnance-les-Moulins ist eine französische Gemeinde mit 107 Einwohnern (Stand 1. Januar 2022) im Département Haute-Marne in der Region Grand Est. Sie gehört zum Arrondissement Saint-Dizier und zum Kanton Poissons. 

## Geografie
Die Gemeinde Thonnance-les-Moulins liegt an der Quelle des Rongeant, etwa zwölf Kilometer östlich von Joinville. Sie ist umgeben von folgenden Nachbargemeinden:
| Sailly                   | Échenay                                     | Lezéville |
| Noncourt-sur-le-Rongeant | Kompassrose, die auf Nachbargemeinden zeigt | Germay    |
| Annonville               | Épizon                                      |           |

## Bevölkerungsentwicklung
| Jahr                       | 1962 | 1968 | 1975 | 1982 | 1990 | 1999 | 2008 | 2019 |
| -------------------------- | ---- | ---- | ---- | ---- | ---- | ---- | ---- | ---- |
| Einwohner                  | 189  | 175  | 165  | 142  | 114  | 107  | 119  | 116  |
| Quellen: Cassini und INSEE |      |      |      |      |      |      |      |      |

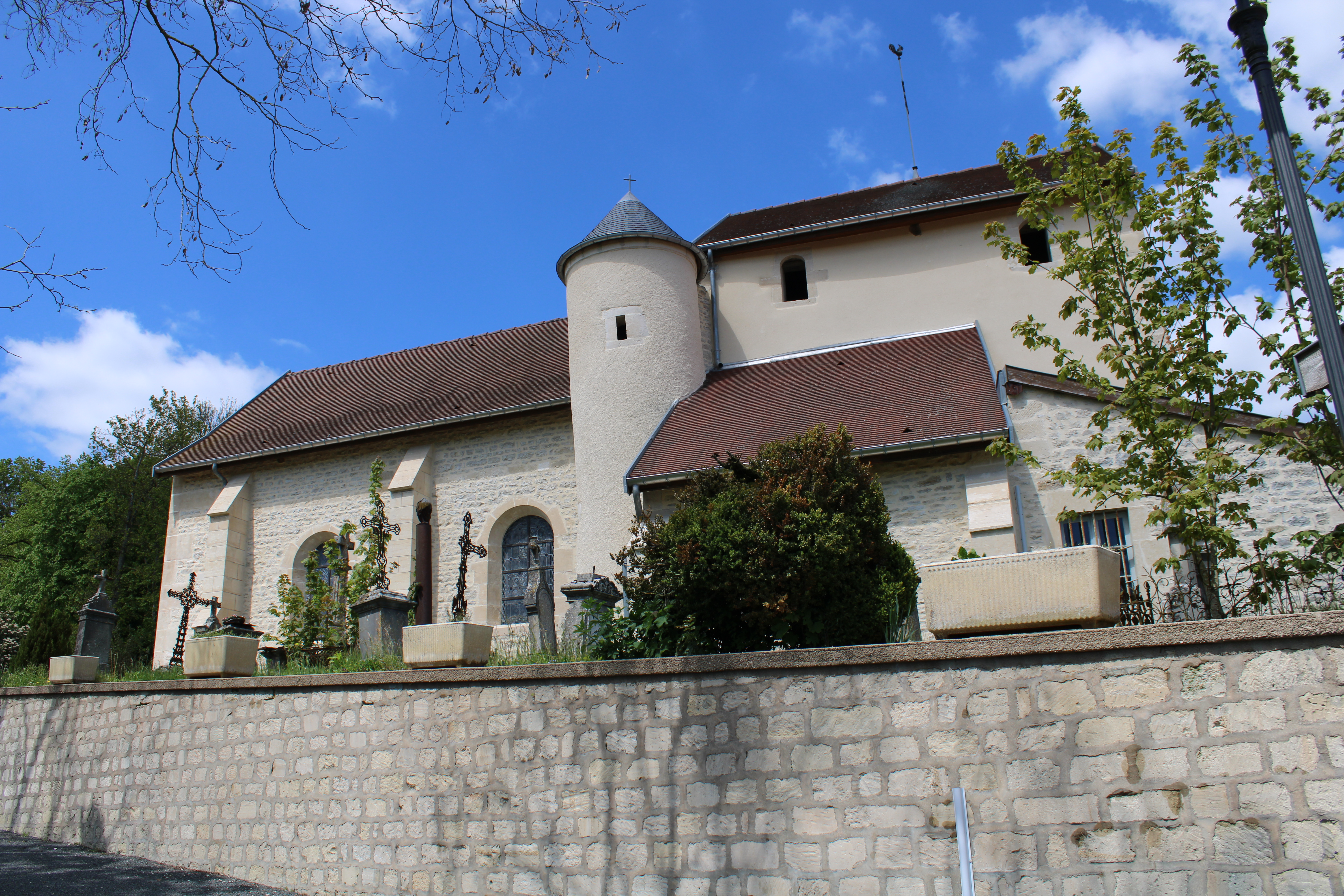
Kirche Saint-Èvre
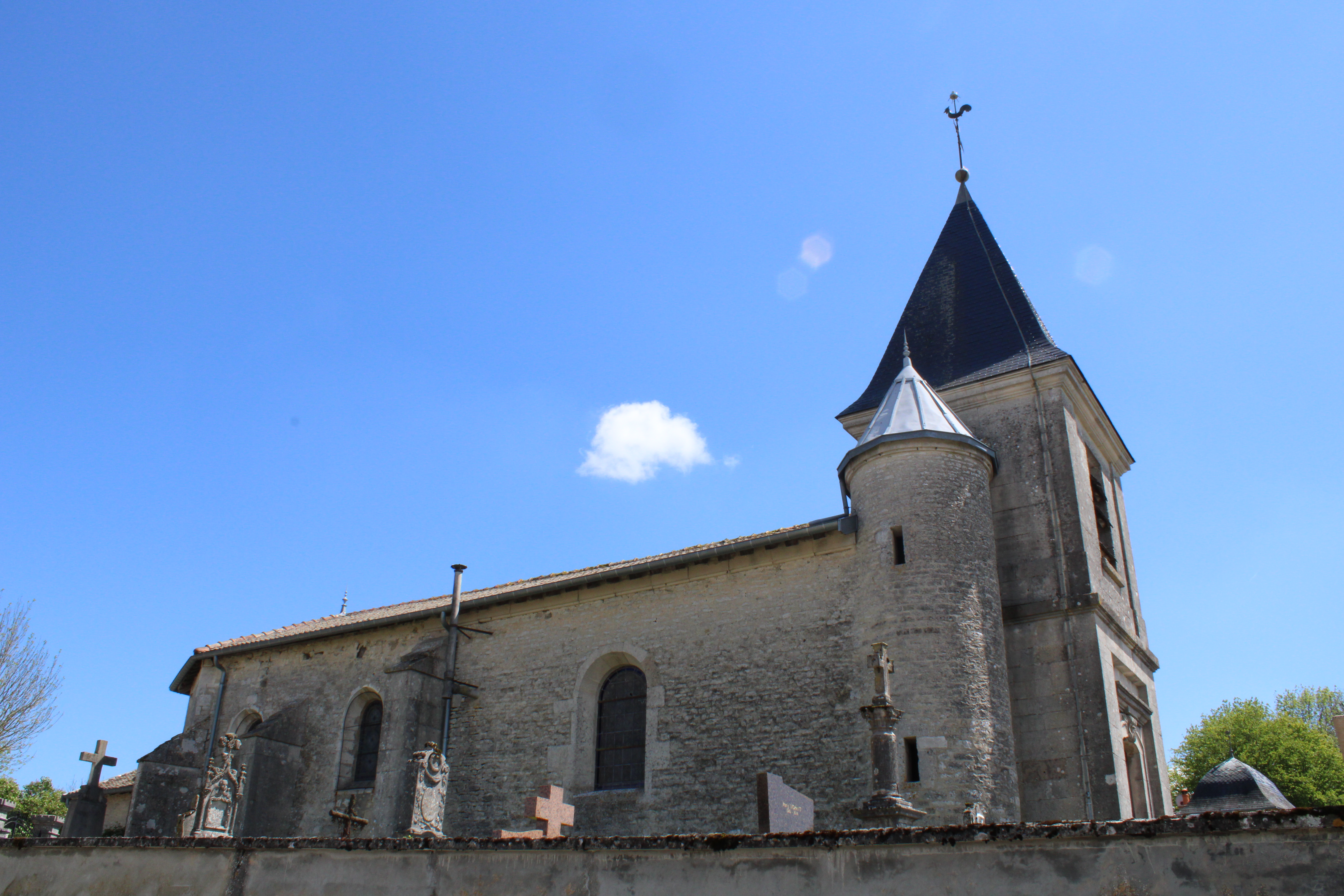
Kirche Saint-Jean im Ortsteil Brouthières